# Diocese de Estocolmo
A Diocese de Estocolmo (em latim: Holmiensis Dioecesis, e em sueco:  Stockholms Katolska Stift) é um território eclesiástico católico na Suécia, sediado em Estocolmo. É a única diocese católica estabelecida na Suécia desde a Reforma Protestante.

## História
Entre 1521 e 1550 os episcopados dos últimos bispos católicos na Suécia, Finlândia e Noruega terminaram. A partir daí, o luteranismo  prevaleceu na Escandinávia.
Em 1582 os católicos vagantes na Suécia e em outros países do norte da Europa foram colocados sob a jurisdição de um núncio apostólico em Colônia. A Congregação para a Evangelização dos Povos, em sua criação, em 1622, assumiu o comando do vasto campo missionário, que - em sua terceira sessão - era dividido entre o núncio de Bruxelas (para os católicos na Dinamarca e na Noruega ), o de Colônia (no norte da Alemanha) e o núncio da Polônia (Finlândia, Mecklenburgo, e Suécia).
Em 1688, a Suécia tornou-se parte do Vicariato Apostólico da Alemanha Setentrional. Em 1783 o Vicariato Apostólico da Suécia foi criado a partir de partes das Missões nórdicas, compreendendo então Finlândia e Suécia. Em 1809, quando a Finlândia ficou sob o domínio russo, a jurisdição católica foi passada para a Arquidiocese Metropolitana de Mohilev (hoje, São Petersburgo). Enquanto a Noruega ao norte do círculo polar fazia parte da Suécia vicariato 1834-1855, em seguida, tornando-se o Prefeitura Apostólica do Polo Norte. Em 29 de junho de 1953, o Vicariato Apostólico da Suécia tornou-se a Diocese Católica Romana, chamada depois de Diocese Católica de Estocolmo (Stockholms katolska stift), quando o mesmo status foi dado na Noruega Diocese de Oslo. A diocese de Estocolmo inclui 42 paróquias e abrange todo o país.

## Líderes
|                 | Nome                              | Período    | Notas  |
| Bispos          | Bispos                            | Bispos     | Bispos |
| --------------- | --------------------------------- | ---------- | ------ |
| 12°             | Anders Cardeal Arborelius, O.C.D. | 1998-atual |        |
| 11º             | Hubertus Brandemburgo             | 1978-1998  |        |
| 10º             | John Edward Taylor, O.M.I.        | 1962-1976  |        |
| 9°              | Ansgar Nelson, O.S.B.             | 1957-1962  |        |
| 8º              | Johannes Erik Müller              | 1923-1957  |        |
| 7º              | Albert Bitter                     | 1886-1922  |        |
| 6°              | Johan Georg Huber                 | 1874-1886  |        |
| 5º              | Jacob Laurentius Studach          | 1833-1873  |        |
| 4º              | Jean Baptiste Gridaine            | 1805-1833  |        |
| 3°              | Paolo Moretti                     | 1795-1804  |        |
| 2º              | Rafael d'Ossery                   | 1790-1795  |        |
| 1º              | Nicolaus Oster                    | 1783-1790  |        |
| Bispo-coadjutor |                                   |            |        |
|                 | Ansgar Nelson, O.S.B.             | 1947-1957  |        |